# Cameraria obstrictella
Cameraria obstrictella là một loài bướm đêm thuộc họ Gracillariidae. Nó được tìm thấy ở Québec Hoa Kỳ (bao gồm New York, Ohio, Kentucky, Maine, Vermont và Pennsylvania).
Sải cánh dài 7–8 mm.
Ấu trùng ăn Quercus species, bao gồm Quercus acuminata, Quercus alba, Quercus montana, Quercus muehlenbergii, Quercus rubra, Quercus tinctoria và Quercus velutina, cũng như Myrica cerifera. Chúng ăn lá nơi chúng làm tổ.